# Julian Jordan (DJ)

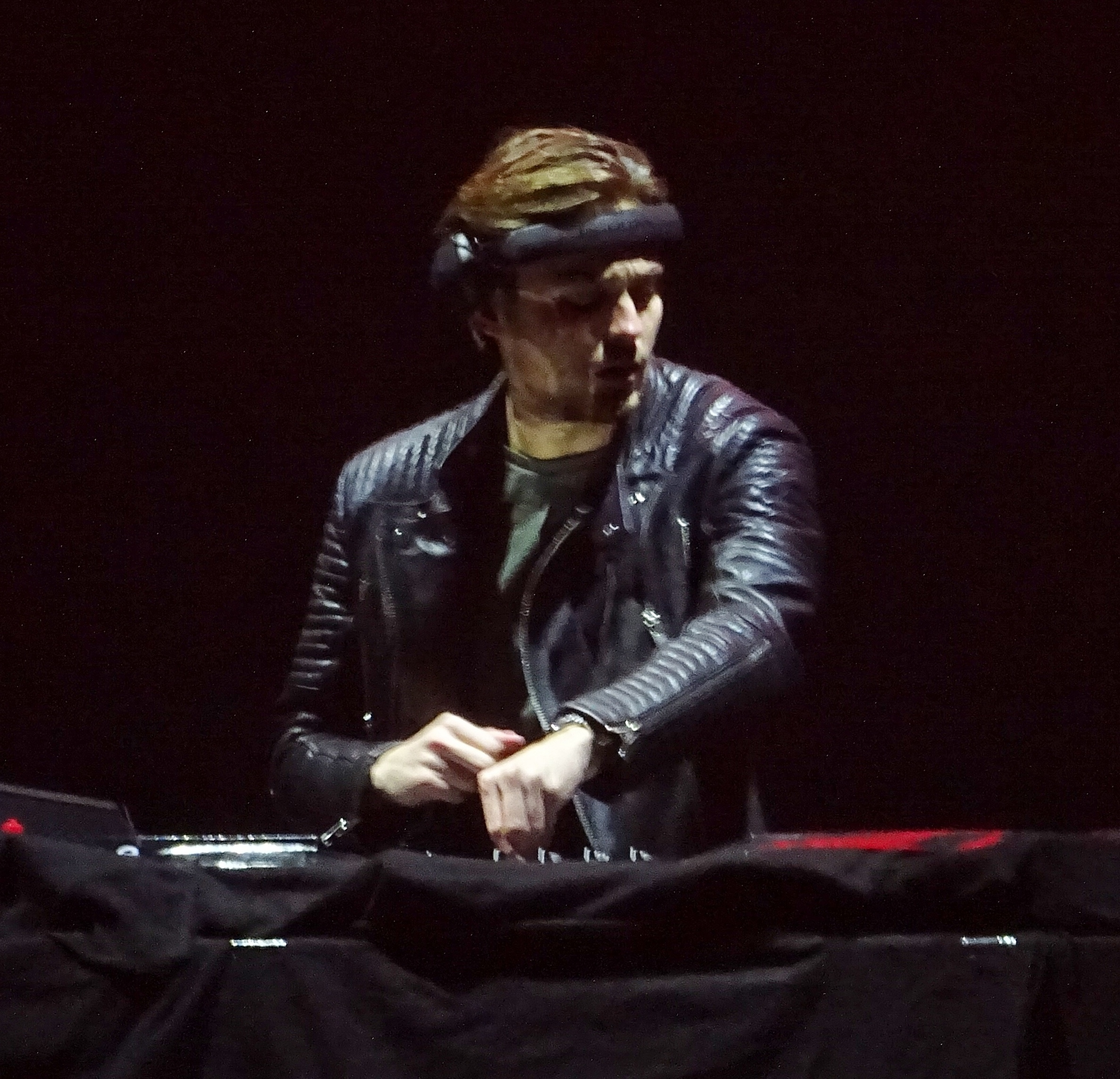
Jordan live bei der BigCityBeats World Club Dome Winter Edition 2017

Julian Jordan (* 20. August 1995 in Apeldoorn, Provinz Gelderland als Julian Dobbenberg) ist ein niederländischer DJ, der insbesondere durch die Zusammenarbeit mit seinem DJ-Kollegen und Freund Martin Garrix sowie das Lied Blinded by the Light bekannt wurde. Sein Musikstil lässt sich in die Genres Progressive-, Electro- und Dubhouse einordnen.

## Karriere

### Bis 2012: Musikalische Anfänge & „Spinnin’ Records“
Bereits im Kindesalter wuchs Jordans Leidenschaft für Musik. Bereits im Alter von fünf Jahren begann er mit dem regelmäßigen Unterricht an einer Musikschule. Besonderes Interesse schenkte er verschiedenen Perkussion-Instrumenten, mit denen er bis in die Jugend lernte und arbeitete. Parallel wuchs jedoch auch sein Interesse an der elektronischen Musik und er begann mit dem Auflegen und produzieren erster eigener Tracks. Im Alter von 14 Jahren stellte er die Eigenproduktion Yxalag ins Internet, woraufhin mehrere Plattenlabel auf Jordan aufmerksam wurden. Im Jahre 2012 veröffentlichte er über die zwei Label „Suit Records“ und „Plasmapool“ die Lieder Travel B und Lynxed mit denen er sich bereits einen ersten Namen auf unterschiedlichen Musikplattformen machte. Noch bevor Jordan mit der Schule fertig war, unterzeichnete er einen Vertrag mit dem niederländischen Erfolgs-Label „Spinnin’ Records“. Bereits während dieser Zeit war sein Musikstil vom Electro- und Progressive-House geprägt.
Durch „Spinnin’“ lernte er den zu dem Zeitpunkt ebenfalls gerade 16-jährigen DJ und Produzenten Martin Garrix kennen. Beide studierten an der „Herman Brood Academi“ und freundeten sich an. 2012 veröffentlichte Julian Jordan erstmals über Spinnin’ den Titel Rock Steady, nach dem er später auch seine Radiosendung Rock Steady Radio benannte. Parallel erschien auch ein Remix zu dem Lied Banner der kanadischen Musikerin Lights. Auch eine Kollaboration mit TV Noise unter dem Namen Oxford erschien im Internet. Nach seinen ersten veröffentlichten Liedern wurde auch international sein Talent bemerkt. Von MTV wurde er beispielsweise als Artist to watch bezeichnet. Auch der niederländische DJ und Produzent Sander van Doorn war schnell von Jordan überzeugt und holte ihn ins Studio. Gemeinsam produzierten sie das Instrumentalstück Kangaroo, das neben dem gewöhnlichen Electro-House-Stil auch stark Dubhouse-Elemente aufweist. Kangaroo wurde am 20. August 2012 als Single veröffentlicht.
Nach langen Studioarbeiten folgte im November 2012 die erste Single zusammen mit Martin Garrix unter dem Titel BFAM. Der Titel ist ein Acronym für „Brother from another mother“, was auf Deutsch so viel bedeutet wie „Bruder von einer anderen Mutter“. Das ganze ist eine Anspielung auf die Beziehung zwischen Jordan und Garrix. Das offizielle Musikvideo, das die beiden Musiker bei zahlreichen gemeinsamen Auftritten zeigt, erschien bereits im Oktober 2012 und wurde mehrere Millionen male aufgerufen.

### 2013 bis 2014: Verfestigung in der EDM-Szene
Im Jahre 2013 folgten neben allerlei Auftritten auf unterschiedlichen Festivals im Mai 2013 die Single Ramcar, die ihn ein weiteres Mal in die Beatport-Charts brachte. Im Juli 2013 folgte der Titel Childish Grandpa, die in Zusammenarbeit mit TV Noise entstand. Diese enthielt im Gegensatz zum Vorgänger Dubstep-stilistischer ausfiel. Im späteren Verlauf des Jahres erschien der Track Aztec. Gelobt wurde Jordan insbesondere dafür, dass die Musikstile seiner einzelnen Lieder vielseitig sind und er sich nicht nur auf ein einziges Genre beschränkt, aber dennoch einen Wiedererkennungswert enthält.
Im Folgejahr 2014 folgte eine Kollaboration mit dem deutschen DJ-Duo Twoloud, das für seine langfristige Unerkanntheit bekannt war. Der Titel hieß Rockin und war eine weitere Kombination aus Progressive- und Electro-House. Releasedate war der 14. Februar 2014. Die Nachfolger-Single Slenderman erschien im Sommer 2014 und unterschied sich stark von den vorherigen Singles. Der Titel und die Stimmung basiert auf der gleichnamigen fiktiven Horrorfigur. Verglichen wurde das Lied jedoch mit dem Track Ghosts ’n’ Stuff von Deadmau5. Mit dem Vocal-Track Angels x Demons konnte er an den Erfolg von Slenderman anschließen.

### 2015 bis 2016: Vom Big-Room zum Progressive-House
Ähnlich erging es auch dem Anfang 2015 erschienenen Track The Takedown. Beide erreichten über 2 Millionen Views innerhalb weniger Monate und erreichte hohe Platzierungen in den Beatport-Charts. Parallel erlangte im Internet ein Track mit einem ähnlichen Stil große Bekanntheit. Er wurde bereits nach kurzer Zeit Julian Jordan und Martin Garrix sowie den Namen How We Rave und Roll zugeordnet, jedoch wurde die Collab nicht bestätigt. Promotion erhielt der Track insbesondere vom belgischen DJ-Duo Dimitri Vegas & Like Mike. Auf YouTube zählt der Track bereits mehrere hunderttausende Aufrufe.
Am 16. Februar 2015 erschien der Track Rage als Single. Hierbei arbeitete er mit Sander van Doorn und dem niederländischen DJ-Duo Firebeatz zusammen. Der Track ist dem Genre Big-Room zuzuordnen. Rage erhielt stark positive Kritik. Im Mai 2015 folgte die Single Blinded By the Light, welche erstmals allein einen Progressive-House-Drop aufweist. Die Sängerin des Stücks wurde nicht genannt. Das Lied wurde als seine bisher beste Produktion beschrieben und insbesondere für die Vocals und den melodischen Mainpart gelobt. Von dem Musikunternehmen „BigCityBeats“ wurde Jordan während der TV-Liveübertragung des dreitägigen Festivals als bester Newcomer bezeichnet.
Im Spätsommer 2015 veröffentlichte Jordan das Lied Lost Words über „Spinnin’ Records“. Der Track wurde wie bereits eine Vielzahl seiner früheren Singles als mystisch beschrieben. Er verwendete bei Lost Words die zu der Zeit sehr beliebten Vocal-Cuts, für dessen Verwendung bereits Produzenten wie Jay Hardway oder R3hab kritisiert wurden, da dessen Tracks zu sehr denen von Garrix ähneln würden, da dieser Vocal-Cuts erstmals bei Forbidden Voices und The Only Way Is Up einbaute. Lost Words hingegen wurde in dieser Hinsicht nicht kritisiert und als eine gute Mischung aus Electro- und Progressive-House beschrieben. Die Premiere fand am 20. Juni 2015 beim EDC-Festival in Las Vegas gemeinsam mit Martin Garrix statt.

### 2016 bis 2017: Trennung von „Spinnin’ Records“ & „Goldkit Records“
Nachdem Martin Garrix im bereits im August 2015 seine Trennung von seinem 360-Grad-Vertrag bei „Spinnin’ Records“ bekannt gab, tat ihm Jordan dies im Frühjahr 2016 gleich. Auch er war dem Label in sämtlichen Bereichen verpflichtet und auch hier versuchte „Spinnin’“ vieles, um ihn dort zu halten. Nachdem die Releases der beiden Free-Tracks Feel the Power, der in Zusammenarbeit mit Stino entstand und All Night veröffentlicht waren, verabschiedete sich Julian Jordan von „Spinnin’“ und setzte sich unmittelbar danach mit Hardwell in Verbindung.

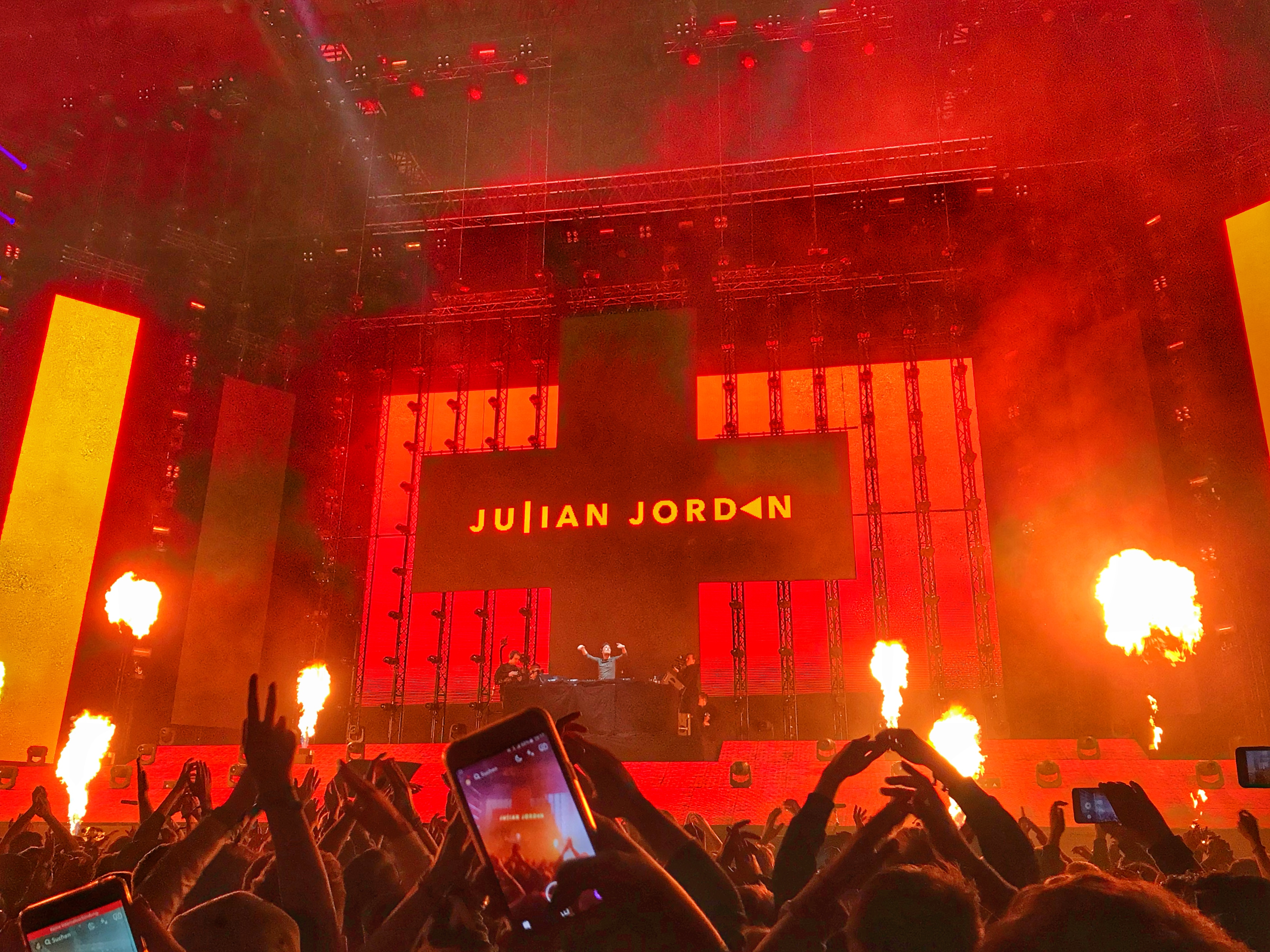
Julian Jordan live bei der BigCityBeats World Club Dome Winter Edition 2017

Er produzierte im Februar und März 2016 das Electro-House-Lied Pilot, das am 4. April 2016 über Hardwells Plattenlabel „Revealed Recordings“ erschien. Mit A Thousand Miles erschien in Zusammenarbeit mit Sängerin Ruby Prophet eine weitaus ruhiger gestaltete Single. Der Track stellt das erste Release über sein eigenes Plattenlabel „Goldkit Records“, eines Imprints von Armin van Buurens „Armada Music“ dar. Als Free-Download folgte der Song Rebound. Im Sommer 2016 veröffentlichte Julian Jordan das Lied Midnight Dancers, das sich an dem zu der Zeit beliebten Future-Bass-Stil orientierte. Im Herbst 2016 präsentierte er erstmals seit 2016 eine Kollaboration mit seinem Kindheitsfreund Martin Garrix. Dieser trägt den Titel Welcome und war sowohl Teil von dessen EP, als auch von Julian Jordans Album It’s Julian Jordan, das im Dezember 2017 veröffentlicht wurde. Mit Find Love wurde parallel zum Album eine weitere Single ausgekoppelt.
In das Jahr 2017 startete er mit den Liedern Always und Say Love, die auf ruhigeren Charakterzügen basieren. Parallel änderte sich das Design seines Plattenlabels „Goldkit“. Gegen Mitte des Jahres veröffentlichte Jordan mit Saint und Chinook zwei Electro- beziehungsweise Big-Room-lastige Tracks. Im September 2017 veröffentlichte Julian Jordan das Lied Night of the Crowd in Zusammenarbeit mit Steff Da Campo als Teil der ersten Goldkit-EP. Am 10. November 2017 folgte der Future-Bass-Track Light Years Away, der zusammen mit TYMEN aufgenommen wurde.

### 2018: „Stmpd-Rcrds“
Seit 2018 ist Julian Jordan bei dem Label Stmpd Rcrds unter Vertrag. Im März 2018 veröffentlichte er zusammen mit dem ebenfalls niederländischen Produzent Alpharock die Single Zero Gravity. Im September 2018 folgte die Single Attention, die er gemeinsam mit dem australischen DJ und Produzenten Timmy Trumpet aufnahm. Die Veröffentlichung erfolgte unter „Goldkit“. Im Oktober 2018 erschien der Track Never Tired of You, der in Zusammenarbeit mit dem schwedischen Songwriter-Duo The Companions entstand und auf Spotify über 3 Millionen Zuhörer erreichen konnte. Einen Monat später erschien die Solo-Single Tell Me The Truth, gefolgt von dem Song Glitch, der seine dritte Zusammenarbeit mit Martin Garrix markierte und mit rund 15 Millionen Plays, seine erfolgreichste Veröffentlichung des Jahres darstellte.

### 2019 und 2020: Bass House und Pop
Im Februar 2019 veröffentlichte er die Single Need You, dessen Gesang vom spanischen Sänger Thomas Leithead-Docherty, alias SMBDY beigesteuert wurde. Während er mit Need You einen kommerzielleren Stil vertrat, bediente er mit dem, gemeinsam mit Seth Hills produzierten Song Backfire das Bass-House-Genre. In dieses ließ sich auch der Song Oldskool, den der Musiker im Mai 2019 als Solo-Single veröffentlichte, einordnen. Im Juni 2019 erschien die Single To The Wire, bei der er sommerliche Klänge einfließen ließ. Gesungen wurde der Track vom britischen Singer-Songwriter JHart, während Jordan vom britischen Pop-Produzenten Chris Loco unterstützt wurde. Im Herbst 2019 kehrte er mit den Tracks Bassline und Next Level ins Electro-House-Genre zurück. Letzterer erreichte rund 3 Millionen Spotify-Hörer.
Ende Januar 2020 erschien in Zusammenarbeit mit dem kanadischen Daijo der Bass-House-Track Oh Lord. Im Folgemonat erschien der Pop-Song Love You Better, dessen Gesang von der The-Voice-Holland-Teilnehmerin Kimberly Fransens beigesteuert wurde. Nach der wieder stärker vom Bass-House geprägten Single Destination, erschien im April 2020 der Future-Bounce Song Without You. Diesen produzierte er in Zusammenarbeit mit dem niederländischen Produzenten Brooks.

## Diskografie

### Singles

#### Chartplatzierungen
| Jahr | Titel Album | Höchstplatzierung, Gesamtwochen, AuszeichnungChartsChartplatzierungen (Jahr, Titel, Album, Platzierungen, Wochen, Auszeichnungen, Anmerkungen) | Anmerkungen          |
| Jahr | Titel Album | Dance | Anmerkungen          |
| ---- | ----------- | --- | -------------------- |
| 2012 | Kangaroo    | Dance43 (1 Wo.)Dance | mit Sander van Doorn |
| 2018 | Glitch      | Dance45 (1 Wo.)Dance | mit Martin Garrix    |

#### Weitere Singles
2012:
- Rock Steady
- Oxford (mit TV Noise)
- BFAM (mit Martin Garrix)

2013:
- Ramcar
- Aztec

2014:
- Rockin’ (mit twoloud)
- Up in This!
- Slenderman
- Angels x Demons

2015:
- The Takedown
- Rage (mit Sander van Doorn und Firebeatz)
- Blinded by the Light
- Lost Words
- Feel the Power (mit Stino (Free Download))

2016:
- All Night (Free Download)
- Pilot
- A Thousand Miles (feat. Ruby Prophet)
- Rebound (Free Download)
- Midnight Dancers
- Welcome (mit Martin Garrix)
- Find Love (feat. Rayvon Owen)

2017:
- Always (feat. CHOCO)
- Say Love (feat. Sj)
- Saint
- Chinook
- Night of the Crowd (x Steff Da Campo)
- Light Years Away (x TYMEN)

2018:
- Ghost
- Zero Gravity (mit Alpharock)
- Attention (mit Timmy Trumpet)
- Never Tired of You
- Tell Me The Truth

2019:
- Backfire (mit Seth Hills)
- Oldskool
- To the Wire
- Bassline
- Next Level

2020:
- Oh Lord (mit Daijo)
- Love You Better (feat. Kimberly Fransens)
- Destination
- Without You (mit Brooks)
- Nobody Knows (mit Feldz)
- Badboy
- Boss

2021:
- Big Bad Bass

- Let Me Be The One (mit Guy Arthur)
- The Box (mit Will K)
- Shout (mit TEO MANDRELLI und Jordan Grace)
- Drop The Top
- Hyper
- Diamonds (mit Martin Garrix und Tinie Tempah)
- Thunder

2022:
- Sound Of The Bass
- Out Of My Mind
- Facts (mit ALAN SHIRAHAMA)

### Remixe
2012:
- LIGHTS – Banner
- Sander van Doorn & Mayaeni – Nothing Inside
- Labrinth – Treatment
- DJ Fresh feat. RaVaughn – The Feeling
- Neil Davidge – To Galaxy (mit Sander van Doorn)
- Matt Nash & Dave Silcox – Praise You

2017:
- Martin Garrix feat. Troye Sivan – There for You